# Gran Premi del Canadà del 1979
Resultats del Gran Premi del Canadà de Fórmula 1 de la temporada 1979, disputat al circuit urbà de Gilles Villeneuve a Mont-real el 30 de setembre del 1979.

## Resultats de la cursa
| Pos | No | Pilot                 | Equip             | Voltes | Temps/ Retir.               | Pos. de sort. | Punts |
| --- | -- | --------------------- | ----------------- | ------ | --------------------------- | ------------- | ----- |
| 1   | 27 | Alan Jones            | Williams - Ford   | 72     | 1h 52' 06. 892              | 1             | 9     |
| 2   | 12 | Gilles Villeneuve     | Ferrari           | 72     | + 1.080 s                   | 2             | 6     |
| 3   | 28 | Clay Regazzoni        | Williams - Ford   | 72     | + 1' 13.656 min.            | 3             | 4     |
| 4   | 11 | Jody Scheckter        | Ferrari           | 71     | + 1 Volta                   | 9             | 3     |
| 5   | 3  | Didier Pironi         | Tyrrell - Ford    | 71     | + 1 Volta                   | 6             | 2     |
| 6   | 7  | John Watson           | McLaren - Ford    | 70     | + 2 Voltes                  | 17            | 1     |
| 7   | 5  | Ricardo Zunino        | Brabham - Ford    | 68     | + 4 Voltes                  | 17            |       |
| 8   | 14 | Emerson Fittipaldi    | Fittipaldi - Ford | 67     | + 5 Voltes                  | 15            |       |
| 9   | 17 | Jan Lammers           | Shadow - Ford     | 67     | + 5 Voltes                  | 21            |       |
| 10  | 1  | Mario Andretti        | Lotus - Ford      | 66     | Sense combustible           | 10            |       |
| Ret | 6  | Nelson Piquet         | Brabham - Ford    | 61     | Caixa canvi                 | 4             |       |
| Ret | 36 | Vittorio Brambilla    | Alfa Romeo        | 52     | Prob. amb combustible       | 18            |       |
| Ret | 25 | Jacky Ickx            | Ligier - Ford     | 47     | Caixa canvi                 | 16            |       |
| Ret | 4  | Jean-Pierre Jarier    | Tyrrell - Ford    | 33     | Motor                       | 13            |       |
| Ret | 33 | Derek Daly            | Tyrrell - Ford    | 28     | Motor                       | 24            |       |
| Ret | 31 | Hector Rebaque        | Rebaque - Ford    | 26     | Xassís                      | 22            |       |
| Ret | 15 | Jean-Pierre Jabouille | Renault           | 24     | Frens                       | 7             |       |
| Ret | 18 | Elio de Angelis       | Shadow - Ford     | 24     | Encesa                      | 23            |       |
| Ret | 2  | Carlos Reutemann      | Lotus - Ford      | 23     | Suspensions                 | 11            |       |
| Ret | 29 | Riccardo Patrese      | Arrows - Ford     | 20     | Virolla                     | 14            |       |
| Ret | 8  | Patrick Tambay        | McLaren - Ford    | 19     | Motor                       | 20            |       |
| Ret | 16 | René Arnoux           | Renault           | 14     | Accident                    | 8             |       |
| Ret | 9  | Hans Joachim Stuck    | ATS - Ford        | 14     | Accident                    | 12            |       |
| Ret | 26 | Jacques Laffite       | Ligier - Ford     | 10     | Motor                       | 5             |       |
| NVQ | 30 | Jochen Mass           | Arrows - Ford     |        |                             |               |       |
| NVQ | 22 | Marc Surer            | Ensign - Ford     |        |                             |               |       |
| NVQ | 20 | Keke Rosberg          | Wolf - Ford       |        |                             |               |       |
| NVQ | 19 | Alex Ribeiro          | Fittipaldi - Ford |        |                             |               |       |
| NVQ | 24 | Arturo Merzario       | Merzario - Ford   |        |                             |               |       |
| NVQ | 5  | Niki Lauda            | Brabham - Ford    |        | Retirat en els entrenaments |               |       |

## Altres
- Pole: Alan Jones 1' 29. 892
- Volta ràpida: Alan Jones 1' 31. 272 (a la volta 65)

En aquesta cursa (a les pràctiques) es va retirar de la F1 Niki Lauda.